# ごとうにも
ごとうにも（1984年 - ）は、日本の漫画家。女性。2016年よりweb上で漫画を公開している。

## 来歴
1984年生まれ。高校生の頃に漫画家を志し、大学4年時にプロとしてデビューするが、スランプに陥り一度漫画を描くのを辞めている。 
その後、夫と自営業を始め、その傍ら2016年より自身のウェブサイトやpixiv、ニコニコ静画などで漫画の掲載を始める。
web漫画一作目となる『かみさまとX』は、2019年4月にwebメディア「マトグロッソ」にて修正と描き下ろしを加えリバイバル連載され、2021年3月17日にイースト・プレスにて書籍化。
2020年から連載を開始した『えぶりでいホスト』は、2024年9月にKADOKAWAあすかコミックスDXにて電子書籍化され、2025年4月からはテレビ東京･BS日テレにてショートアニメ化が予定されている。

## 作品リスト

### 漫画作品
- かみさまとX（2016年 - 2018年）
- えぶりでいホスト（2020年 - 2022年）

### 書籍
- 『かみさまとX』、イースト・プレス、2021年3月17日発売、全1巻 ISBN 9784781619651
- 『えぶりでいホスト』、KADOKAWA〈あすかコミックスDX〉、2024年9月 - 2024年12月発売、全5巻

## 外部サイト
- ごとうにもホームページ - 本人によるウェブサイト。